# Vergißmeinnicht (Fernsehsendung)
Vergißmeinnicht war eine von Peter Frankenfeld erdachte und präsentierte Spielshow. Sie gehörte zusammen mit Der goldene Schuß zu den beiden erfolgreichsten Shows der 1960er Jahre im ZDF.

## Entstehung

### Idee
Peter Frankenfeld entwickelte 1961 ein Showkonzept mit dem Arbeitstitel Postkarte genügt. Zu diesem gehörte eine Lotterie, in die mit Wohlfahrts-Briefmarken eingezahlt wurde. In der Show gab es etwas zu erraten, wobei die Lösung mit einer speziellen Postkarte eingesandt werden sollte. Und zwar dadurch, dass Wohlfahrtsmarken in einer bestimmten Anordnung aufgeklebt wurden. Zusätzlich zur Briefmarke für das Porto auf der Vorderseite trug die Postkarte dadurch Marken auf der Rückseite. Diese Marken sollten von der Post sozusagen zurückgekauft werden und dadurch die Finanzierung der Lotteriegewinne und eines wohltätigen Zwecks ermöglichen.

### Realisierung
Beim Postministerium hielt man eine Gewinnausschüttung für rechtlich problematisch. Frankenfeld sah einen Ausweg darin, die Aktion mit einer Werbeveranstaltung der Post zu verbinden, so dass die Gewinne aus deren Werbeetat finanziert werden konnten. Dafür boten sich die Postleitzahlen an, die nach einer Vorstellung im November 1961 ab März 1962 verwendet werden sollten. Viele Postkunden verzichteten dennoch darauf, sie anzugeben, was nach einer groß angelegten Kampagne verlangte, in welche die Fernsehshow eingebaut werden konnte. So brauchte nur noch ein Fernsehsender gefunden zu werden.

### Ausstrahlung beim ZDF
Der WDR lehnte ab, beim gerade neu gegründeten ZDF sah man aber die Chance, einen beliebten Moderator an sich zu binden, so dass man eine Woche vor Sendebeginn einen Vertrag über vier Folgen unterzeichnete. Die Vorbereitungen zur Show nahmen einige Zeit in Anspruch, weswegen zur Überbrückung am 18. Oktober 1963 die Show Aller Unfug ist schwer startete, in der aus dem Publikum ausgewählte Mitspieler Arbeiten ausführen mussten, die sie gewöhnlich nicht verrichteten, etwa ein Hufeisen schmieden.
Am 9. Oktober 1964 konnte dann die erste Ausgabe unter dem Namen Vergißmeinnicht ausgestrahlt werden. Die Spenden verwendete man für körperlich oder geistig behinderte Kinder, wozu Hans Mohl die Idee hatte. Gegenüber Frankenfelds bisherigen Sendungen war Vergißmeinnicht nochmals größer, aufwändiger und nahezu perfekt inszeniert, was ihm einen erneuten Popularitätsschub brachte – es war der Höhepunkt seiner Karriere.
Vergißmeinnicht lief donnerstags von 20.00 Uhr bis 21.30 Uhr, ab 1969 von 20.15 Uhr bis 21.45 Uhr.

## Konzept

### Titel
Vergißmeinnicht leitete sich ab von der Werbekampagne Vergißmeinnicht – die Postleitzahl, wahlweise mit dem Zusatz: der schnelle Wegbegleiter. Diese Kampagne warb für die Verwendung der im März 1962 eingeführten, bis zu vierstelligen Postleitzahlen und wurde mit der Show auf das Fernsehen ausgedehnt. Viele Quizfragen und Spiele in der Sendung drehten sich um das Erraten von vier Ziffern und der dazugehörigen Stadt oder andersherum.
Vergißmeinnicht sollte aber auch auf die Behinderten bezogen werden, denen die Spenden zugutekamen.

### Spiele
Jede Vergißmeinnicht-Sendung hatte ein Thema, beispielsweise Großstadtbahnhof, und eine dazu eigens angefertigte aufwändige Dekoration. Es gab drei Spielrunden, die im Zusammenhang mit dem Thema standen. Es konnten Geschicklichkeits- oder auch Rollenspiele sein. Beispielsweise sollten die Mitspieler in einem nachgebauten Restaurant Kellner sein, wobei sie durch mehrfach geänderte Bestellungen verwirrt wurden. Die Saalspiele waren gleichzeitig für das Zuschauerspiel von Bedeutung: In ihnen kamen drei Städtenamen vor, deren Postleitzahlen im amtlichen Verzeichnis herauszusuchen und zu addieren waren. Diese Lösungszahl musste dann in einer besonderen Form eingesandt werden. Die Mitspieler wurden aus dem Saalpublikum ausgewählt – ein für Frankenfeld typisches Verfahren, welches er schon in vorherigen Sendungen praktizierte.

### Aktion Sorgenkind
Neu im deutschen Fernsehen war die Verbindung von Show und Wohltätigkeitsveranstaltung: Die Lotterie zugunsten der neu gegründeten Aktion Sorgenkind bildete das Rahmenprogramm. Hierfür nahm Frankenfeld den Geldbriefträger Walter Spahrbier mit in seine neue Show, der die Gewinnerlose aus seiner Ledertasche zog und bekanntgab.
Die Verbindung zur Post(leitzahl) war der Clou der Sendung, der darin bestand, dass die Zuschauer zur Teilnahme an der Lotterie Postkarten einsenden konnten, auf deren Rückseite jeweils die vier Sondermarken des gerade verkauften Briefmarkensatzes mit Zuschlag zu kleben waren – den Wohlfahrtsmarken. Die Marke für das Porto auf der Vorderseite der Teilnahmekarte musste aber keine Zuschlagsmarke sein. Für die vier Sondermarken musste man die Rückseite der Karte mit zwei waagerechten und drei senkrechten Linien in 12 Felder unterteilen, sich vier Felder aussuchen, in diese je eine Marke kleben und dann mit durchstreichen ungültig machen. Es gab infolgedessen 495 Möglichkeiten, die Briefmarken aufzukleben. Vor der Sendung wurden eine dieser Möglichkeiten ausgelost sowie sämtliche Zuschriften mit diesem Muster und korrekter Lösungszahl in die Ziehungstrommel geschüttet.
Auch die Aktion Sorgenkind trug erheblich zum Erfolg von Vergißmeinnicht bei: Schon die erste Folge brachte 500.000 DM, alle zusammen 36,1 Mio. DM ein, davon entfielen 20,3 Mio. auf die Lotterie und 15,8 Mio. auf Spenden. Peter Frankenfeld bekam für seine Bemühungen um die Aktion Sorgenkind 1970 das Bundesverdienstkreuz 1. Klasse verliehen.

### Showblöcke
Zur Sendung gehörte Max Greger mit seiner Bigband und das ZDF-Fernsehballett. Es wurden vorwiegend deutschsprachige Gesangsstars eingeladen, wie Peter Alexander, Curd Jürgens, Rudolf Schock oder Caterina Valente. Daneben gab es eine artistische oder komische Einlage, letztere mit bekannten Schauspielern wie Gert Fröbe. Außerdem hatte das Ballett einen Auftritt, entweder allein oder zusammen mit Sängern, wobei mitunter auch Peter Frankenfeld selbst oder seine Frau Lonny Kellner auftraten.

### Erste Farbausgabe
Als zweite Show in Farbe strahlte das ZDF am 31. August 1967 Vergißmeinnicht aus. Genau wie die erste Show, es handelte sich um Der goldene Schuß vom Freitag zuvor, kam sie aus Berlin und fand vor 5.000 Zuschauern in der Deutschlandhalle statt. Das Thema war Berliner Lunapark anno 1912.

## Ende

### Situation im Jahr 1969
Frankenfeld verlangte Ende der 60er Jahre eine moderate Gehaltserhöhung vom ZDF, da er die komplette Show alleine konzipieren würde. Beim Sender entschied man jedoch, der Showmaster sei zu alt und es müsse eine Verjüngung stattfinden. Der ursprüngliche Zweck der Sendung, die Werbung für die Postleitzahlen, war im Laufe der Zeit ohnehin überholt. Auch die Statistik zeigte einen teilweise negativen Trend: Bei der telefonischen Zuschauerbefragung lag der durchschnittliche Wert für die ersten beiden Jahre bei +5,7, für 1968 bei +4, und für 1969 und 1970 nur noch bei +3,2, wobei einige Folgen nur +2 erreichten. Hinzu kamen die fallenden Einnahmen bei der Lotterie, die von 5,39 Mio. DM in den ersten beiden Jahren auf 1,7 Mio. DM im Jahr 1969 gesunken waren, was auch die stetig steigenden Spendeneinnahmen nicht ausglichen – es wurden also immer weniger Postkarten eingesandt. Allerdings befand sich die Sehbeteiligung während der gesamten Laufzeit auf hohem Niveau mit einem Spitzenwert von 78 % im Jahr 1968 und 77 % für die 44. Ausgabe im Februar 1970. Damit lag Vergißmeinnicht bis zum Schluss vor Der Goldene Schuß und kam gleich nach High Chaparral, Aktenzeichen XY … ungelöst und Der Kommissar.

### Ausbleibende Vertragsverlängerung
Im Sommer 1969 aus der Urlaubsreise zurückgekehrt fanden die Frankenfelds einen Brief vor, der um ein Treffen mit dem ZDF-Programmdirektor Joseph Viehöver bat. Da man gewöhnlich nur nach Mainz gebeten wurde, um einen Vertrag zu unterzeichnen, lag die Vermutung nahe, es ginge um eine erneute Verlängerung von Vergißmeinnicht. Viehöver bat jedoch in seinem überfüllten Büro nur um Verständnis, dass die Sendung mit der 47. Ausgabe eingestellt würde. Der Bitte Frankenfelds, bis zur 50. Ausgabe weiterzumachen, konnte nicht entsprochen werden, da das Ende noch vor der Sommerpause liegen sollte. Das ZDF hatte inzwischen Wim Thoelke mit einer Nachfolgesendung beauftragt, erzählte Frankenfeld davon aber nichts. Die Aktion Sorgenkind sollte nach nunmehr fünf Jahren gleichfalls enden. Um ein Schließen der Behinderteneinrichtungen zu verhindern, bat der Intendant Thoelke dann aber doch darum, sie weiterzuführen, was in Drei mal Neun auch geschah.

### Bilanz der guten Taten
Als letzte Show lief die 47. Ausgabe am 16. April 1970 aus Köln. Schon seit der ersten Sendung gab es nach jeder Vergißmeinnicht-Show eine Sendung Aktion Sorgenkind, ab der siebten Show mit dem Zusatz Bilanz der guten Taten. In dieser Sendung wurde berichtet, welche Projekte mit den in der letzten Show eingegangenen Spenden unterstützt wurden.
Nach der letzten Show folgte am 21. Mai 1970 noch Vergißmeinnicht – Bilanz der guten Taten. In dieser Sendung wurde aber nicht über die Verwendung von Spenden berichtet, sondern es handelte sich um eine in Frankenfelds Privathaus aufgenommene 45 Minuten lange Dokumentation. Sie zeigte Frankenfeld als Autor, Bühnenbildner und Moderator.

### Situation nach der Einstellung
Peter Frankenfeld zeigte sich enttäuscht darüber, dass man ihn fallengelassen habe, anstatt ihn um eine neue Show zu bitten. Beim ZDF war man aber zu dieser Zeit generell der Ansicht, Unterhaltungsshows müssten auch gesellschaftliche Themen behandeln, so wie es die 1969 gestartete Show Wünsch Dir was demonstrierte. Erst als sich zeigte, dass dies bei vielen Zuschauern nicht ankam, Peter Gerlach zum Hauptabteilungsleiter ernannt wurde und dann auch noch Joseph Viehöver überraschend verstarb, änderte sich die Situation. So lange blieb Frankenfeld ohne eigene Fernsehshow und musste sich mit kleineren Formaten und Gastauftritten bei seinen Kollegen bescheiden. Dann ging es mit Musik ist Trumpf weiter.

## Renaissance der Sendung
Zur Einführung der fünfstelligen Postleitzahlen im Juli 1993 griff der private Fernsehsender RTL die Vergißmeinnicht-Idee mit der von Rudi Carrell erdachten und moderierten Show Die Post geht ab! wieder auf.

## Ausstrahlungen im ZDF
Die Sendungen wurden zu folgenden Terminen im ZDF ausgestrahlt:

### Stargäste
| DATUM      | FOLGE | STARGÄSTE |
| 09.10.1964 | 01    | |
| 20.11.1964 | 02    | |
| 07.01.1965 | 03    | Elefantendame „Moni“ |
| 11.02.1965 | 04    | |
| 11.03.1965 | 05    | |
| 01.04.1965 | 06    | |
| 20.05.1965 | 07    | |
| 24.06.1965 | 08    | |
| 09.09.1965 | 09    | |
| 07.10.1965 | 10    | |
| 25.11.1965 | 11    | |
| 30.12.1965 | 12    | |
| 17.02.1966 | 13    | |
| 17.03.1966 | 14    | Lale Andersen, Peggy March, Willy Millowitsch                                                                                               |
| 26.05.1966 | 15    | Horst Fischer, Rolf Rosemeier, Wolfgang Sauer                                                                                               |
| 30.06.1966 | 16    | Mireille Mathieu, Horst Jankowski, Rolf Rosemeier, Rudolf Schock                                                                            |
| 08.09.1966 | 17    | David Dalmour, Marianne Dalmour, Udo Jürgens, Maria Neglia                                                                                  |
| 13.10.1966 | 18    | France Gall |
| 10.11.1966 | 19    | Dalida, Jonny Roberts |
| 15.12.1966 | 20    | Beate Hasenau, Hazy Osterwald, Vico Torriani, Kinderchor Bender, Jong Brothers                                                              |
| 19.01.1967 | 21    | |
| 23.02.1967 | 22    | |
| 23.03.1967 | 23    | Hermanas Benitez, Zarah Leander, Fred Roby                                                                                                  |
| 01.06.1967 | 24    | |
| 06.07.1967 | 25    | |
| 31.08.1967 | 26    | Peter Alexander, Bully Buhlan, Edith Hancke, Bubi Scholz, Ewald Wenck, Lonny Kellner, Die Kaiserjäger, Achim Medro, The Terrys, Die Dominos |
| 12.10.1967 | 27    | |
| 07.12.1967 | 28    | |
| 11.01.1968 | 29    | Eddie Constantine, Kai Fischer, David McCallum, Dunja Rajter, Robert Vaughn, Ralf Wolter                                                    |
| 08.02.1968 | 30    | Marika Rökk, Bror Mauritz-Hansen, Charlie Rivel                                                                                             |
| 07.03.1968 | 31    | Henri Salvador, Mac Ronay |
| 04.04.1968 | 32    | Adriano Celentano, Mario del Monaco, Dalida                                                                                                 |
| 23.05.1968 | 33    | La Chunga, Gino Donati, Massiel, Sandra und Sharon                                                                                          |
| 03.10.1968 | 34    | Violetta Ferrari, Hildegard Knef, Grady Wilson                                                                                              |
| 21.11.1968 | 35    | Roy Black, Renate Holm, Andy Fisher |
| 19.12.1968 | 36    | Regensburger Domspatzen, Rudolf Schock |
| 16.01.1969 | 37    | Aimable, Jacques Dutronc, Gene Reed, The Cuban Cossacks, Jean-Claude Pascal, Georgette Plana                                                |
| 13.02.1969 | 38    | Vittorio Casagrande, France Gall, Rex Gildo, Siw Malmkvist, Olive Moorefield, Fred Ray & Silvia, Gene Reed                                  |
| 13.03.1969 | 39    | Gert Fröbe, Lonny Kellner, Willy Millowitsch, Eva Pflug, Sabo, Fritz Schulz-Reichel                                                         |
| 10.04.1969 | 40    | Fred Bertelmann, Heintje, Mieke Telkamp, Dutch Swing College Band                                                                           |
| 22.05.1969 | 41    | Alexandra, Marika Rökk |
| 09.10.1969 | 42    | The Casuals, Joe Dolan, Udo Jürgens, Royal Scotch Band, Helen Shapiro                                                                       |
| 20.11.1969 | 43    | Antoine, Ralf Bendix, Karin Hübner, Gunther Philipp, Les Ricards                                                                            |
| 18.12.1969 | 44    | Chris Andrews, Alfons Bauer, Kruno Cigoj, Katja Ebstein, Karel Gott, Anneliese Rothenberger, Sepp Viellechner                               |
| 12.02.1970 | 45    | Peter Alexander, Robert Stolz, Sigrid Martikke, Janosch Negyesy                                                                             |
| 19.03.1970 | 46    | Chris Andrews, Mona Baptiste, Les Cascadeurs, Galetti, Curd Jürgens                                                                         |
| 16.04.1970 | 47    | Antoine, Eartha Kitt, Jonny Hill, Gert Fröbe, Mireille Mathieu                                                                              |

Von Juni bis September 1968 musste sie pausieren, da die Post in diesen Zeitraum Sondermarken für die Olympischen Spiele anstatt Wohlfahrtsmarken verkaufte.
Laut ZDF-Archiv gelten mittlerweile die meisten Bänder der Show als gelöscht. Mitschnitte sind nur noch von den Ausgaben 9, 22, 25, 26, 32, 42, 43, 45 und 47 vorhanden, wobei es sich nicht in allen Fällen um die komplette Sendung handelt.